# Albi De Abreu
Albi De Abreu, właściwie Albino De Abreu (ur. 31 maja 1975 roku w Caracas) – wenezuelski aktor telewizyjny.

## Filmografia
| Rok  | Tytuł                                    | Wytwórnia       | Postać                 |
| ---- | ---------------------------------------- | --------------- | ---------------------- |
| 1996 | W sidłach namiętności (Sol de Tentación) | Venevisión      | Ezequiel               |
| 1998 | Królowa serc (Reina de Corazones)        | RCTV            | Federico               |
| 2000 | Mariú                                    | RCTV            | Luciano Larios Rocha   |
| 2000 | Angelica pecado                          | RCTV            | Alex                   |
| 2003 | La soberana                              | RCTV            | Álvaro Mesías          |
| 2003 | Kobieta Judasz (La mujer de Judas)       | RCTV            | Alirio Agüero del Toro |
| 2007 | Camaleona                                | RCTV            | Gustavo Casanova       |
| 2008 | Ostatnia Godzina (Tiempo final)          | FoxTelecolombia | Julio                  |
| 2009 | Los misterios del amor                   | Venevisión      | Gabriel Acosta         |